# Esteve Sacrest
Esteve Sacrest (Olot, província de Girona, 1850 — Madrid, 1914) va ser un filòsof i moralista català. Pertanyia a l'Orde de Predicadors dins del qual va desenvolupar diversos càrrecs i l'any 1896 fou elegit provincial, càrrec que exercí dues vegades més. Se li atribueix la restauració de les províncies dominicanes d'Aragó i de la Bètica, així com la fundació de la revista La Ciencia Tomista. És autor de diversos tractats pietosos i teològics, com una Teologia Moral (1906).